# El Ixtle
El Ixtle är en ort i Mexiko.   Den ligger i kommunen Álamo Temapache och delstaten Veracruz, i den sydöstra delen av landet, 230 km nordost om huvudstaden Mexico City. El Ixtle ligger 144 meter över havet och antalet invånare är 257.
Terrängen runt El Ixtle är varierad. Runt El Ixtle är det ganska tätbefolkat, med 70 invånare per kvadratkilometer. Närmaste större samhälle är Temapache, 15,9 km öster om El Ixtle. Trakten runt El Ixtle består till största delen av jordbruksmark.